# Tom Krause
Tom Krause (ur. 5 lipca 1934 w Helsinkach, zm. 6 grudnia 2013 w Hamburgu) – fiński śpiewak, baryton.

## Życiorys
Studiował w Helsinkach, Wiedniu i Berlinie. Jako śpiewak zadebiutował w 1957 roku w Helsinkach, jego debiutem operowym była rola Escamilla w Carmen Bizeta na deskach Städtische Oper w Berlinie w 1959 roku. W 1962 roku wystąpił na festiwalu w Bayreuth jako Herold w Lohengrinie. Przez wiele lat związany był z teatrem operowym w Hamburgu, gdzie występował w operach Mozarta, Verdiego i Wagnera. W 1967 roku otrzymał tytuł Kammersänger. W 1962 roku na festiwalu operowym w Glyndebourne kreował rolę Hrabiego w Capriccio Richarda Straussa. W 1967 roku debiutował w Metropolitan Opera w Nowym Jorku jako Hrabia Almaviva w Weselu Figara i następnie związany był z tym teatrem do 1973 roku. Od 1968 roku regularnie występował na festiwalu w Salzburgu. Gościł na deskach londyńskiego Covent Garden Theatre, paryskiej Opery i mediolańskiej La Scali.
Wystąpił w prapremierowych przedstawieniach oper Der goldene Bock Ernsta Křenka (1964) i Hamlet Humphreya Searle’a (1968). Dokonał licznych nagrań płytowych z repertuarem operowym, muzyką sakralną i pieśniami.